# Porsche Design
Porsche Design (Porsche Lizenz- und Handelsgesellschaft mbH & Co. KG), con sede a Ludwigsburg, in Germania, è stata fondata nel novembre 2003 come affiliata di maggioranza della Porsche AG per unire gli accessori e le attività di licensing di Porsche AG e Porsche Design Group in un'unica azienda. Le attività dell'azienda si concentrano sul Porsche Design Studio (dal 2015 Studio FA Porsche) a Zell am See, in Austria che lavora anche per altre società nel campo del design industriale e di prodotto, e il "Porsche Design" e "Porsche Driver's Selection".
A seguito di una riorganizzazione aziendale nel 2007, Porsche Design Group è ora di proprietà di Porsche SE.
In origine, esistevano cinque società gestite in modo indipendente con due marchi diversi: "Porsche Design / Design di F.A. Porsche" e "Porsche Selection".

## Storia

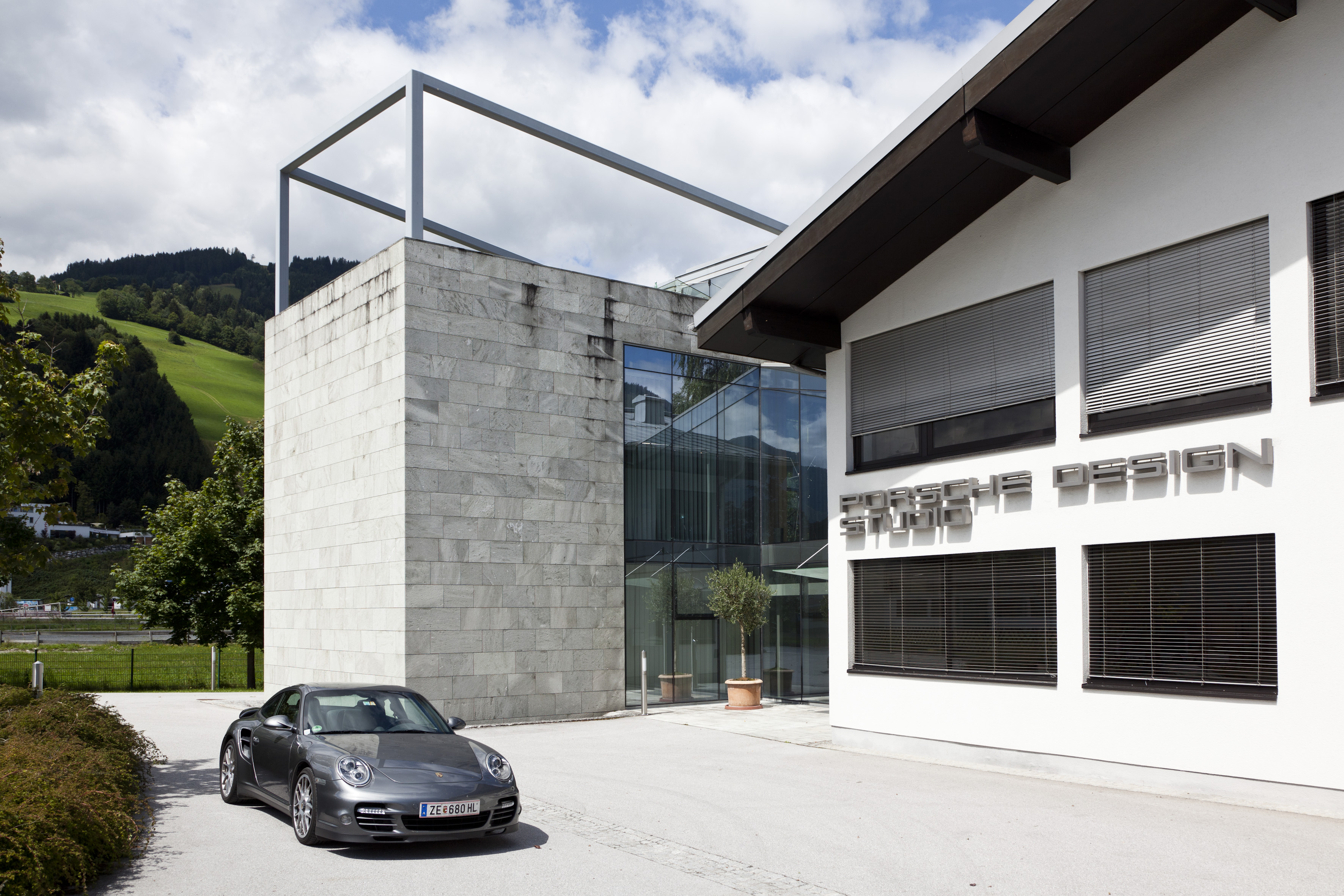
Porsche Design Studio a Zell am See, Austria

Il Porsche Design Studio (ora Studio F. A. Porsche) fu fondato a Stoccarda, in Germania, nel 1972 dal Prof. Ferdinand Alexander Porsche, (soprannominato Butzy), nipote del fondatore della Porsche Ferdinand Porsche e designer della Porsche 911. La Porsche 911 (originariamente 901) è solo un esempio dei numerosi oggetti che il Prof. Alexander ha progettato nel corso della sua carriera, apparentemente dal semplice principio che "Se si analizza la funzione di un oggetto la sua forma diventa spesso ovvia."
Il Design Studio è stato trasferito a Zell am See, in Austria, nel 1974. Porsche produce accessori per auto dagli anni '50, con serie di valigie, borse, magliette, calendari, modellini di auto e pulsanti offerti nella "Porsche Boutique". Nei decenni seguenti, numerosi accessori classici come orologi, occhiali da sole e utensili da scrittura sono stati creati e commercializzati in tutto il mondo. Allo stesso tempo, un gran numero di prodotti industriali, elettrodomestici e beni di consumo - anche i tram per la città di Vienna - sono stati progettati con il marchio "Design by F.A. Porsche". Nel 1994 la divisione merchandising di Porsche AG acquisì finalmente il nome "Porsche Selection", che nel 2004 fu cambiato in "Porsche Driver's Selection". Nel 2012 Porsche Design aprì diversi concept store in tutto il mondo.
"Porsche Design Timepieces AG", con sede nel cantone svizzero "Jura", è responsabile dello sviluppo e della produzione degli orologi Porsche Design; marketing e vendite sono supervisionati dal Porsche Design Group con sede a Ludwigsburg, in Germania. La prima serie di orologi offerti esclusivamente da Porsche Design è stata venduta nel quarto trimestre del 2014.
Nel 2015, lo studio di design ha cambiato il suo nome in Studio F. A. Porsche in ricordo del suo fondatore Ferdinand Alexander Porsche.

## Prodotti
Dal 2005 tutti i prodotti sono stati sviluppati e commercializzati con il marchio Porsche Design. I prodotti sono suddivisi in 9 diverse categorie:
- P'1000 Fashion
- P'2000 Borse

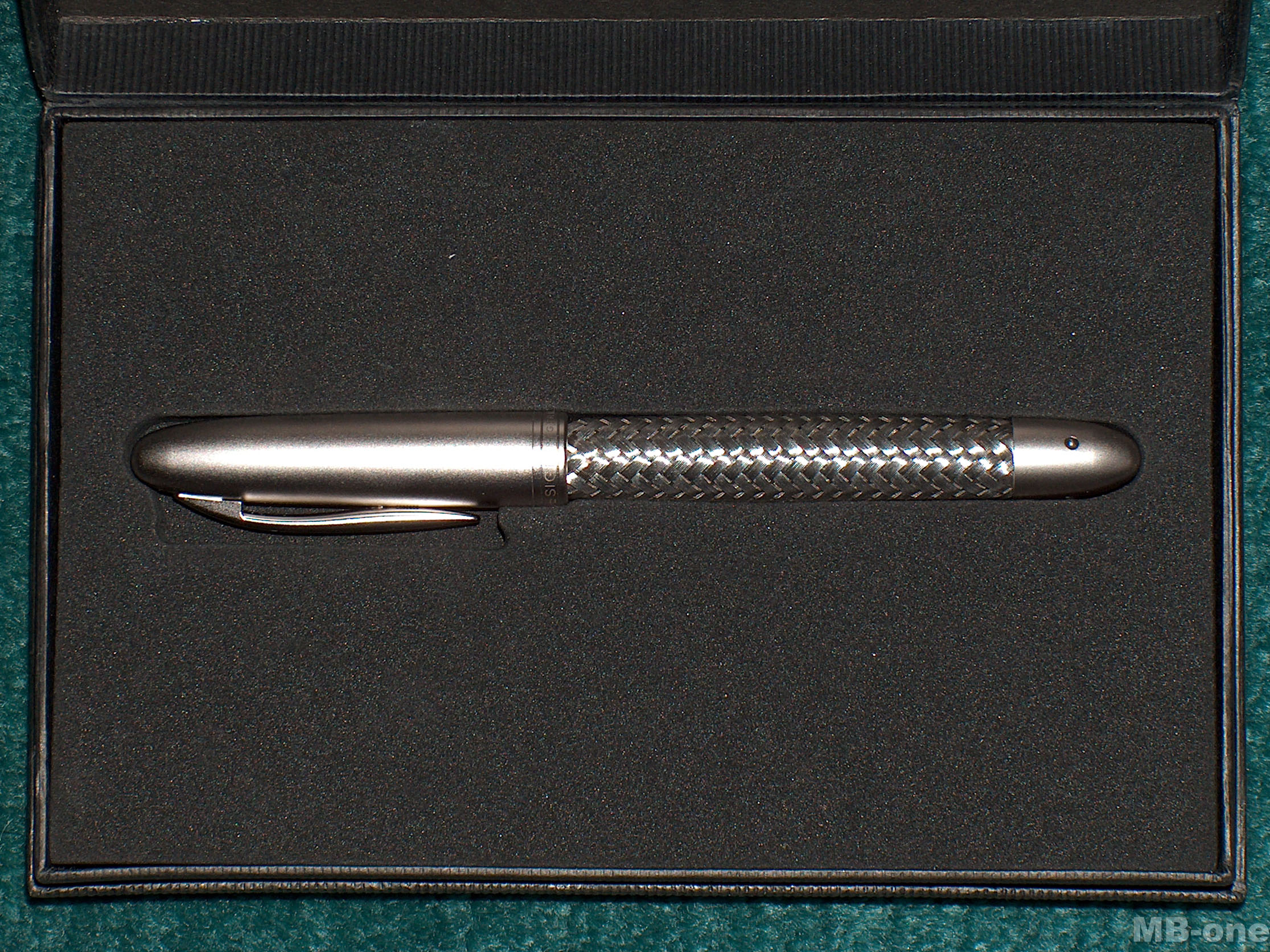
La penna a sfera P'3110

- P'3000 Accessori; penne high-end e matite meccaniche in acciaio inossidabile.
- P'5000 Sport; abbigliamento sportivo. Nel 2014, Adidas ha collaborato con Porsche Design per lanciare la Porsche Design Sport di adidas.[5][6]

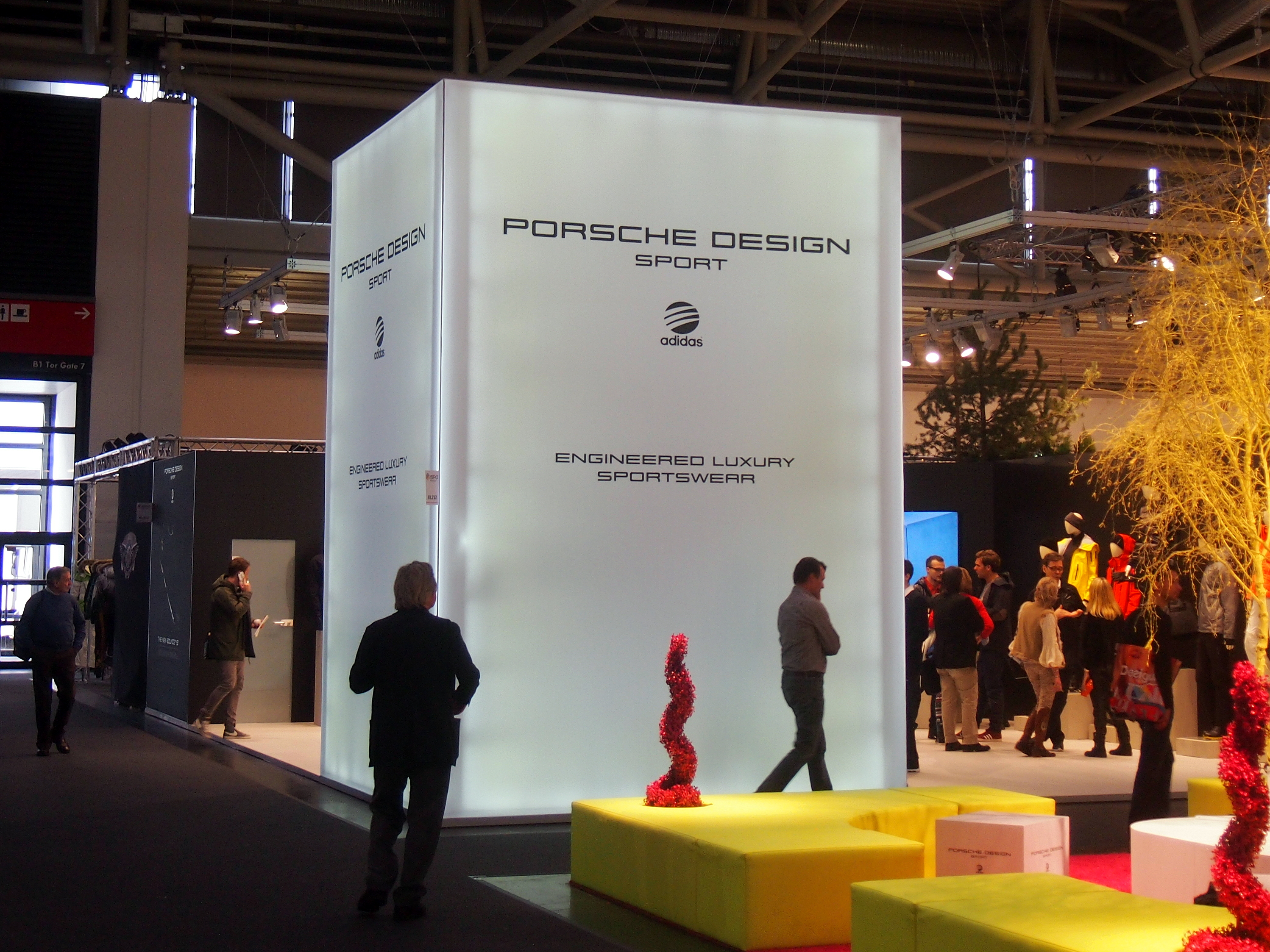
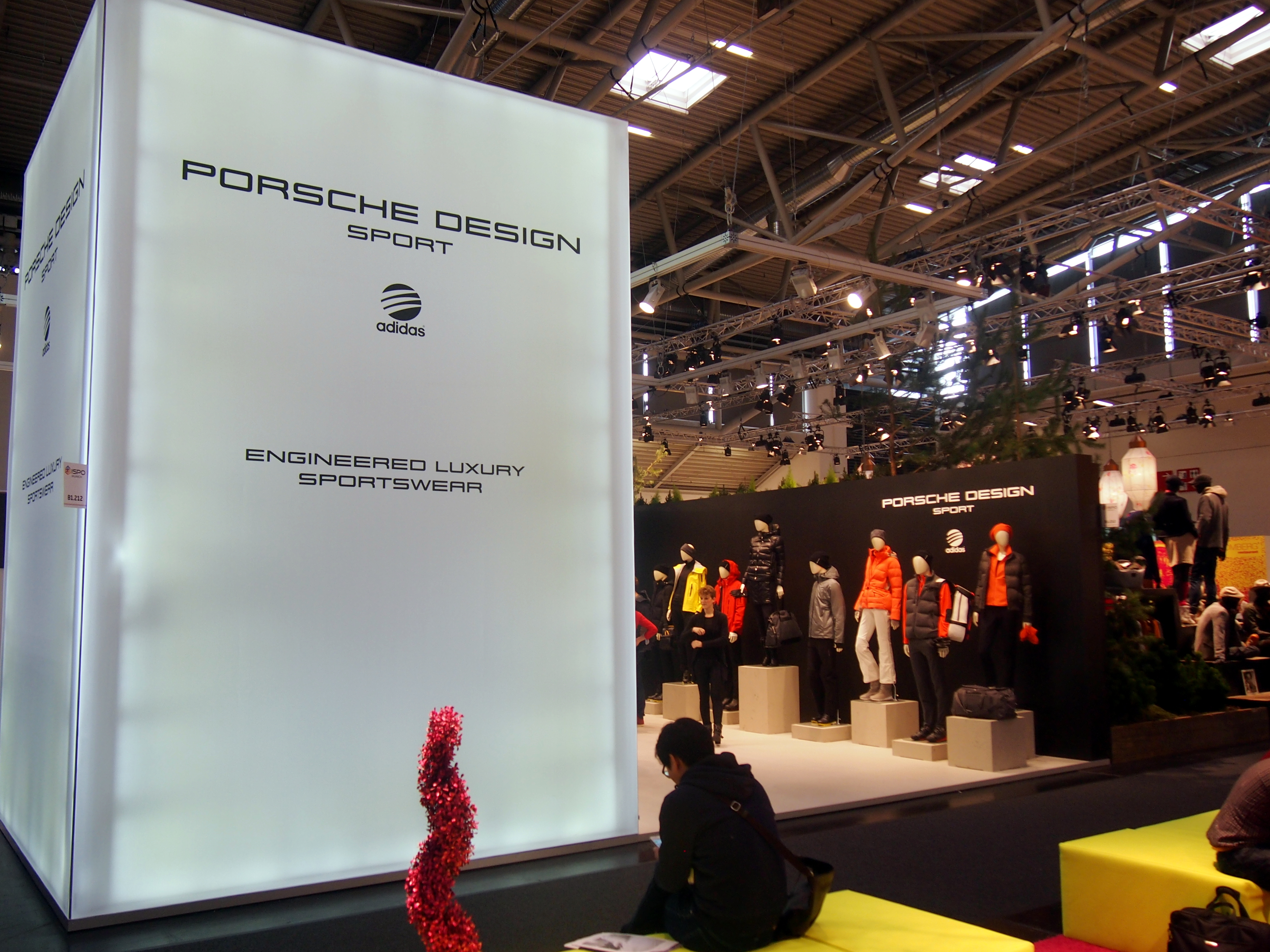

- P'6000 Orologi; il P'6510 è stato il primo cronografo nero al mondo pubblicato nel 1972.[senza fonte]. A luglio 2015 Porsche Design ha lanciato la sua nuova collezione di orologi, la serie Chronotimer 1.
- P'7000 Casa; coltelli da cucina per CHROMA Knife.

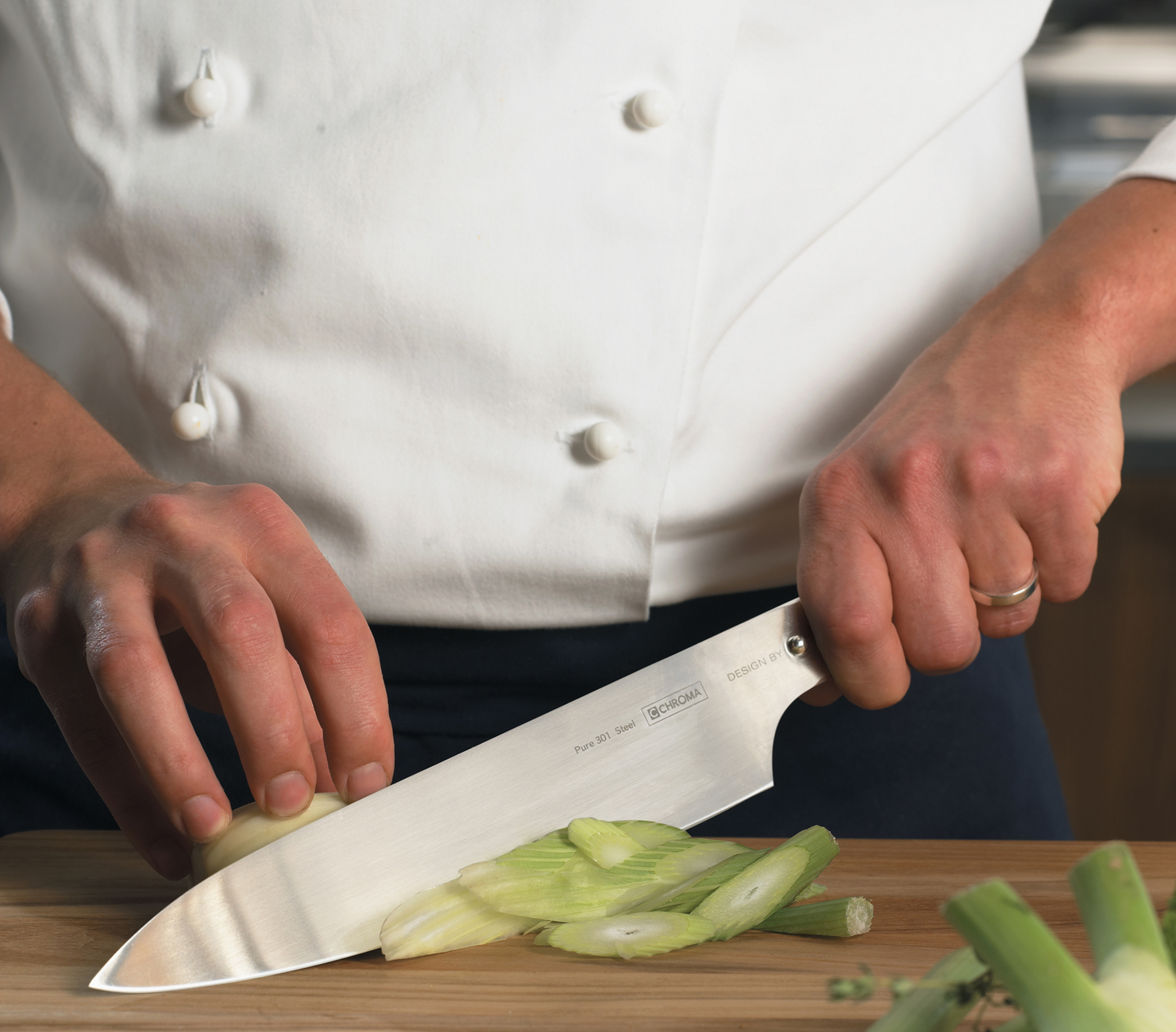
Type 301 – gamma di coltelli in acciaio inossidabile progettata dal designer tedesco F. A. Porsche in collaborazione con chef professionisti

- P'8000 Occhiali; nel 1978 ha presentato gli occhiali P'8478. Il P'8479 è stato indossato da Yoko Ono su varie copertine di dischi e copertine di riviste. Innovazioni continue e nuovi materiali hanno prodotto, ad esempio il P'8254, interamente realizzato in titanio, del peso di soli 120 g (senza lenti).[senza fonte]
- P'9000 Elettronica

### LaCie Porsche Design Series
Nel 2016, LaCie, una consociata di Seagate Technology, ha annunciato la propria partnership per la creazione di dischi rigidi per computer di lusso con connettori USB-C.

### BlackBerry Porsche Design Series

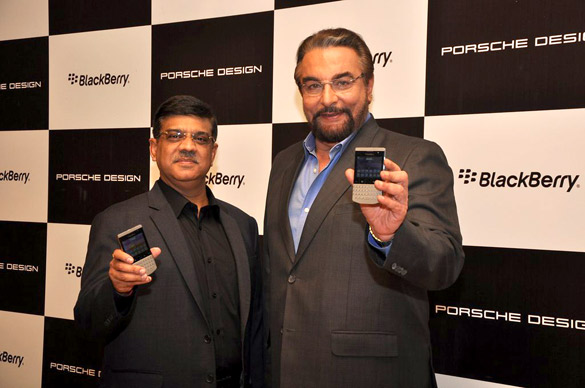
Kabir Bedi mostra il cellulare Blackberry Porsche Design P'9981

Nel 2011 Porsche Design ha collaborato con BlackBerry per creare lo smartphone BlackBerry Porsche Design P'9981 con un design in acciaio e pelle. Nel 2013 Porsche Design ha iniziato a vendere il P'9982 in acciaio inossidabile e in pelle di coccodrillo o italiana. Il dispositivo ha aumentato la memoria interna del suo modello gemello, lo Z10 con un ampio touch-screen e 64 GB di memoria a bordo. Insieme a uno slot microSD da 64 GB, il telefono può avere una memoria totale di 128 GB. Nell'autunno 2014 Porsche Design ha sviluppato il telefono Porsche Design P'9983 basato su BlackBerry Q10 con 64 GB di memoria interna integrata.

### Book One
Nel febbraio 2017 Porsche Design ha rivelato Book One, un laptop Windows 2-in-1 premium. Il laptop è il risultato di una collaborazione tra Microsoft, Intel e Quanta Computer. Le caratteristiche uniche del Book One includono una cerniera progettata per imitare un riduttore e uno schermo rimovibile, molto simile al Surface Book di Microsoft. Porsche Design afferma che il dispositivo è il primo e unico laptop sia rimovibile che convertibile

### Huawei Mate Porsche Design Series
La Porsche Design serie Huawei Mate è stata un progetto di collaborazione tra Porsche Design e Huawei dal 2016. Il Porsche Design Huawei Mate 9, Mate 10, Mate RS e Watch 2 è stato rilasciato. Le edizioni Porsche Design dei telefoni hanno il logo Porsche Design sul davanti e sul retro del dispositivo.

### Altro
Il Porsche Design Studio ha lavorato anche nel settore dei trasporti per progettare progetti come le unità multiple elettriche a tre auto MX3000 costruite esclusivamente per la metropolitana di Oslo da Siemens a Vienna, in Austria, utilizzate come versioni modificate a Vienna (U-Bahn) e Singapore (Airport Metro).
Porsche Design è anche attiva nel settore immobiliare progettando residenze di lusso come la "Porsche Design Tower Miami" con tre innovativi elevatori per auto che sollevano i residenti nelle loro auto nei cosiddetti "Sky Garages" come parte dell'appartamento. Oltre a Miami, ci sarà la prima Porsche Design Tower in Europa: la "Porsche Design Tower Frankfurt" in fase di completamento nel 2018 insieme a molti altri progetti in futuro a venire.